# Điện ảnh Myanmar

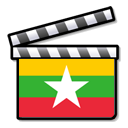

Điện ảnh Myanmar có một lịch sử hình thành và phát triển rất lâu dài từ cột mốc thập niên 10 thế kỷ XX. Sự hình thành nền điện ảnh Myanmar gắn liền với tên tuổi nhà làm phim U Ohn Maung, ông là người đã thực hiện bộ phim câm đầu tiên của Myanmar. Cho đến ngày nay, U Ohn Maung vẫn được tôn vinh là cha đẻ ngành công nghiệp điện ảnh Myanmar.

## Hãng phim
| - Amyotha - Barani - Chitthu - Country Star - Dawei - Everest - Hlaing film production - Kadipayinkyin - Khin sabei Oo film production - Kyae Mone - Kyaw Zay - Kyaytagon - Lin - Lucky Seven - LuSwankung - Ma Ha Htun - Malikha | - Mittayangpyan - Moe Kaung Kin - Myanmar Motion Picture Enterprise - Myatharaphu - Myintmitta - Myo - National Network Inc. - Nawarat - New Htat Tang - Novel - Ohtthaphaya - Pan Wai Wai - Papermoon - Pataukpinlan - Phoenix - Pon Taung Myay - Pyiphyomyat | - Sein Htay - Sein War Ni - Seintharaphu - Shwe Taung - Shwe Zin Oo - Snow White - Thazin - Thirithanda - Thukhamei - War War Win Shwe - Ye Kyaw Thu - Ywat Sein - Zan - Zinyaw |

## Nhân vật nổi tiếng

### Nhà làm phim
- U Ohn Maung
- Kyi Soe Tun

### Diễn viên
- U Nyi Pu
- Kyaw Hein